# Peter Naur
Peter Naur (ur. 25 października 1928 we Frederiksbergu, zm. 3 stycznia 2016 w Herlev) – duński astronom i informatyk, współtwórca notacji Backusa-Naura, powszechnie używanej w informatyce do opisu składni języków programowania i jeden z twórców języka Algol. Laureat nagrody Turinga z 2005 roku.

## Życiorys
Doktorat z astronomii uzyskał w 1957 roku, a po zetknięciu się z komputerami zmienił swe zainteresowania. Od roku 1959 do 1969 pracował w duńskim ośrodku obliczeniowym, wykładając jednocześnie w Instytucie Nielsa Bohra i Wyższej Szkole Technicznej w Danii (przekształcona w Danmarks Tekniske Universitet). W latach od 1969 do 1989 zatrudniony jako profesor informatyki na uniwersytecie w Kopenhadze.
Jego główne zainteresowania to projektowanie, struktura i efektywność algorytmów oraz programów komputerowych. Jest współtwórcą inżynierii oprogramowania i architektury oprogramowania. W książce Computing: A Human Activity polemizuje z formalistycznym podejściem do informatyki, które uznaje programowanie za część matematyki.
W ostatnich latach Naur wypowiadał się na tematy związane filozofią nauki w duchu empiryzmu – jego zdaniem nie należy szukać ogólnych praw rządzących przyrodą a poprzestać na obserwowanych faktach.